# Сонасар
Сонасар (азерб. Sonasar) — село у Лачинському районі Азербайджану. Село розташоване за 16 км на північний захід від районного центру, міста Лачина.
З 1992 по 2020 рік перебувало під вірменським контролем і називалось Сонасар (вірм. Սոնասար), входило до Кашатазькького району невизнаної Нагірно-Карабаської Республіки. 1 грудня 2020 в ході Другої карабаської війни перейшло під контроль Азербайджану.

## Історія
Історичне село Дзіасар, вказане у відомому Орбеляновському списку провінції Ахаеч(к), розташоване за 2 км на південний схід від Мшені, на правому березі р. Хочанц, за 800 м, на висоті 260 м над берегом і 1300-1350 над рівнем моря. У дорадянські роки місцеві курди називали село Великий Сунасар.
Наприкінці XIX століття тут ще зберігалася будівля древньої вірменської церкви. Курди, що оселилися в селі використовували її як хлів. На жаль, вона вщент зруйнована. І лише кладовище, що колись простягалося навколо церкви, хоча і навмисне зруйноване, тим не менш, постає як історичне свідчення життя й діяльності корінних жителів Дзіасара.